# آسیاب ریوند
آسیاب ریوند مربوط به دوره قاجار است و در شهرستان داورزن، ۵ کیلومتری روستای ریوند واقع شده و این اثر در تاریخ ۱۳ بهمن ۱۳۸۸ با شمارهٔ ثبت ۲۹۰۴۶ به‌عنوان یکی از آثار ملی ایران به ثبت رسیده‌است.